# Talakhamani
Talakhamani foi o Vigésimo Primeiro Rei da Dinastia Napata do Reino de Cuxe que governou de 435 a 431 a.C.,  foi o sucessor de seu irmão Malewiebamani. Seu nome real é desconhecido 

## Histórico
Talakhamani (também grafado Talajamani , Talachamani) Foi o segundo filho do rei Nasakhma com a rainha Sakataye . 
Talakhamani foi comandante militar de seu irmão até a morte deste e se tornou rei após sua morte. Seguindo a tradição, tomou como esposa a viúva de seu irmão, a rainha Akhasan, com quem teve pelo menos uma filha, Atasamale.
Talakhamani faleceu em 431 a.C. lutando contra os nômades de Meded. Talakhamani tinha nesta época 41 anos  e foi sucedido por seu sobrinho e comandante de seu exército, Amanineteyerike, que governará por 25 anos, e tomará como sua esposa a filha de Talakhamani, Atasamale.
Talakhamani foi enterrado na necrópole de Nuri na pirâmide nº 16.  Akhasan sua esposa foi enterrada posteriormente na piramide nº 32. 